# Pataš
Pataš (Hongaars: Csilizpatas) is een Slowaakse gemeente in de regio Trnava, en maakt deel uit van het district Dunajská Streda.
Pataš telt 872 inwoners.